# Aliasing
Aliasing of vouwvervorming is het verschijnsel in signaalverwerking waarbij het verwerkte signaal specifieke fouten vertoont ten opzichte van het oorspronkelijke signaal nadat het is bemonsterd. Het gevolg is dat uit het monster niet meer het oorspronkelijke signaal kan worden gereconstrueerd.
Aliasing doet zich voor als de bemonsteringsfrequentie niet minstens tweemaal zo hoog is als de hoogste frequentiecomponent in het te bemonsteren signaal. Die hoogste frequentiecomponent vouwt dan in het frequentiedomein terug en wordt zichtbaar of hoorbaar als een ongewenste verschilfrequentie. De term aliasing wordt tegenwoordig vooral gebruikt in digitale beeld- en geluidbewerking. Aliasing kan echter optreden in ieder geval van bemonstering van signalen.

## Voorbeelden

Rood: werkelijke golf wordt met een te lage frequentie bemonsterd. Blauw: de bemonsterde golf heeft daardoor een lagere frequentie dan het origineel

In digitale geluidsregistratie leidt aliasing tot een foute weergave van de geluidsfrequentie en daardoor tot vervorming. Als een geluidssignaal (rode lijn) met een te lage bemonsteringsfrequentie wordt gedigitaliseerd (blauwe hokjes) leidt dat tot een geluidsgolf met een schijnbaar lagere frequentie (blauwe lijn).
Het verkleinen van een digitale afbeelding is een vorm van opnieuw bemonsteren. Als voorafgaand aan de herbemonstering de oorspronkelijke afbeelding niet wordt gefilterd op details die in de verkleinde afbeelding niet meer kunnen worden weergegeven dan leidt dit tot onherstelbare fouten in de afbeelding. Links is de oorspronkelijke ets afgebeeld. De middelste afbeelding is een 2/3 verkleining zonder filtering, rechts is dezelfde verkleining nadat deze eerst is gefilterd.
Een ander aansprekend voorbeeld van een aliasingfout is het verschijnsel dat in een film de wielen van een voertuig soms achteruit lijken te draaien. De spaken van de wielen bewegen dan te snel voor de bemonstering door de filmcamera (24 beelden per seconde) waardoor deze aliasingfout optreedt.
Aliasing wordt ook doelbewust gebruikt in onderzoek van snel roterende objecten. Door het roterende object met een stroboscoop te belichten en de frequentie van het licht af te stemmen op de draaisnelheid maakt aliasing het mogelijk om het object als schijnbaar stilstaand waar te nemen.

## Verklaring
Harry Nyquist toonde aan (zie het bemonsteringstheorema van Nyquist-Shannon) dat aliasingfouten niet kunnen optreden als de bemonsteringsfrequentie groter is dan tweemaal de hoogste frequentiecomponent in het te bemonsteren signaal. Wanneer een signaal bemonsterd wordt, moeten daarom eerst met behulp van een filter alle frequenties boven de Nyquist-frequentie (dit is de helft van de bemonsteringsfrequentie) worden weggefilterd. Voorbeeld: digitaal geluid van cd-kwaliteit wordt bemonsterd op 44,1 kHz, ruim tweemaal zo hoog als de hoogst hoorbare frequentie in het geluidssignaal, namelijk circa 20 kHz. Om aliasing te voorkomen zorgt een analoog filter ervoor dat alle frequenties boven 22,05 kHz vóór de analoog-digitaalconversie dusdanig verzwakt worden dat ze niet meer van invloed zijn.

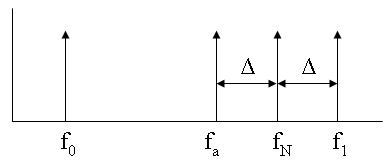
Schematisch ziet een aliasingfout er als volgt uit

Schematisch ziet een aliasingfout er als volgt uit:
Een signaal met frequentiecomponenten {\displaystyle f_{0}} en {\displaystyle f_{1}} wordt bemonsterd. {\displaystyle f_{0}} wordt correct bemonsterd, omdat deze beneden de Nyquist-frequentie {\displaystyle f_{N}} ligt. Omdat {\displaystyle f_{1}} daar boven ligt wordt {\displaystyle f_{1}} in het bemonsterde signaal omgevouwen om {\displaystyle f_{N}} en dus foutief afgebeeld ({\displaystyle f_{a}}). 
Dit kan wiskundig op eenvoudige manier worden aangetoond door een sinus met een frequentie {\displaystyle f} te bemonsteren aan een bemonsteringsfrequentie {\displaystyle f_{s}}. Indien men de analoge sinus:
{\displaystyle s_{a}(t)=\sin(2\pi ft)}
bemonstert met een frequentie {\displaystyle f_{s}}, betekent dit dat men de getalwaarden van deze sinus neemt in de tijdpunten 
{\displaystyle nT=n/f_{s}}
De bemonsterde sinus bestaat dus uit de waarden:
{\displaystyle s_{d}[n]=s_{a}(n/f_{s})=\sin(2\pi fn/f_{s})]}
Stel nu dat een sinus met frequentie {\displaystyle f+f_{s}} op dezelfde manier wordt bemonsterd. Deze analoge sinus is dus:
{\displaystyle s'_{a}(t)=\sin(2\pi (f+f_{s})t)}
Na bemonstering verkrijgt men:
{\displaystyle s'_{d}[n]=\sin(2\pi (f+f_{s})n/f_{s})=\sin(2\pi fn/f_{s}+2\pi n)=\sin(2\pi fn/f_{s})=s_{d}[n]}
Hoewel de twee analoge sinussen verschillend zijn, zijn hun bemonsteringen dit niet. 
Er zijn nog meer frequenties die eveneens aanleiding geven tot aliasing, bijvoorbeeld {\displaystyle f_{s}-f} en {\displaystyle 2f_{s}+f}. De bemonsterde versie van de analoge sinus met de lagere frequentie {\displaystyle f_{s}-f} geeft een digitaal signaal dat dezelfde waarden bevat als de digitale versie van de oorspronkelijk sinus, zij het dat ze van teken gewisseld zijn. Voor de amplitude maakt dit echter geen verschil. De fase zal wel 180° verschillen.
Concreet wil dit alles zeggen dat, indien het oorspronkelijke continue sinussignaal frequentie {\displaystyle f+f_{s}} heeft, zijn digitaal bemonsterde versie zich zal manifesteren als een sinus van de veel lagere frequentie {\displaystyle f_{s}}. Willekeurige signalen kunnen volgens de fourieranalyse worden gedacht als opgebouwd uit componenten die volmaakte sinusfuncties zijn met elk een scherp bepaalde frequentie. Componenten met een frequentie hoger dan de helft van de bemonsteringsfrequentie worden in het resultaat van de bemonstering dus zichtbaar op een lagere, maar foutieve, frequentie. Dit kan enkel vermeden worden, indien wordt bemonsterd met een frequentie die minstens tweemaal zo groot is als de hoogst frequentie die in het signaal aanwezig is.

## Bemonstering van discrete informatie
Het filteren van continue brongegevens voorkomt aliasingfouten. Wanneer informatie alleen in discrete vorm aanwezig is, is het niet mogelijk die informatie voor aliasingfouten te filteren. Aliasing heeft dan namelijk al plaatsgevonden. Dit is bijvoorbeeld het geval bij historische tijdreeksen (zoals de temperatuur van de aarde). Maar ook opinieonderzoek of aandelenkoersen zijn voorbeelden van informatie die van nature discreet is. Aliasing is dan onvermijdelijk en onderzoek naar het dynamische karakter van de informatie in principe niet mogelijk. Statistische analyse is dan de aangewezen weg.
Indien nog invloed kan worden uitgeoefend op de bemonsteringsfrequentie bestaat nog de mogelijkheid om een indruk van de aliasingfout te verkrijgen door hetzelfde brongegeven tegelijkertijd tweemaal te bemonsteren. Als in de vergelijkende bemonstering een variatie in de bemonsteringsfrequenties wordt aangebracht, zullen de frequentiecomponenten onder de Nyquist-frequentie in beide metingen identiek zijn, maar de frequentiecomponenten erboven zullen een variatie in de aliasfrequenties laten zien die in relatie staat tot de variatie in de bemonsteringsfrequentie. Correlatie-analyse tussen deze twee meetresultaten kan dan alsnog een indruk van de ontstane fout geven.